# Mars (Neurenberg)

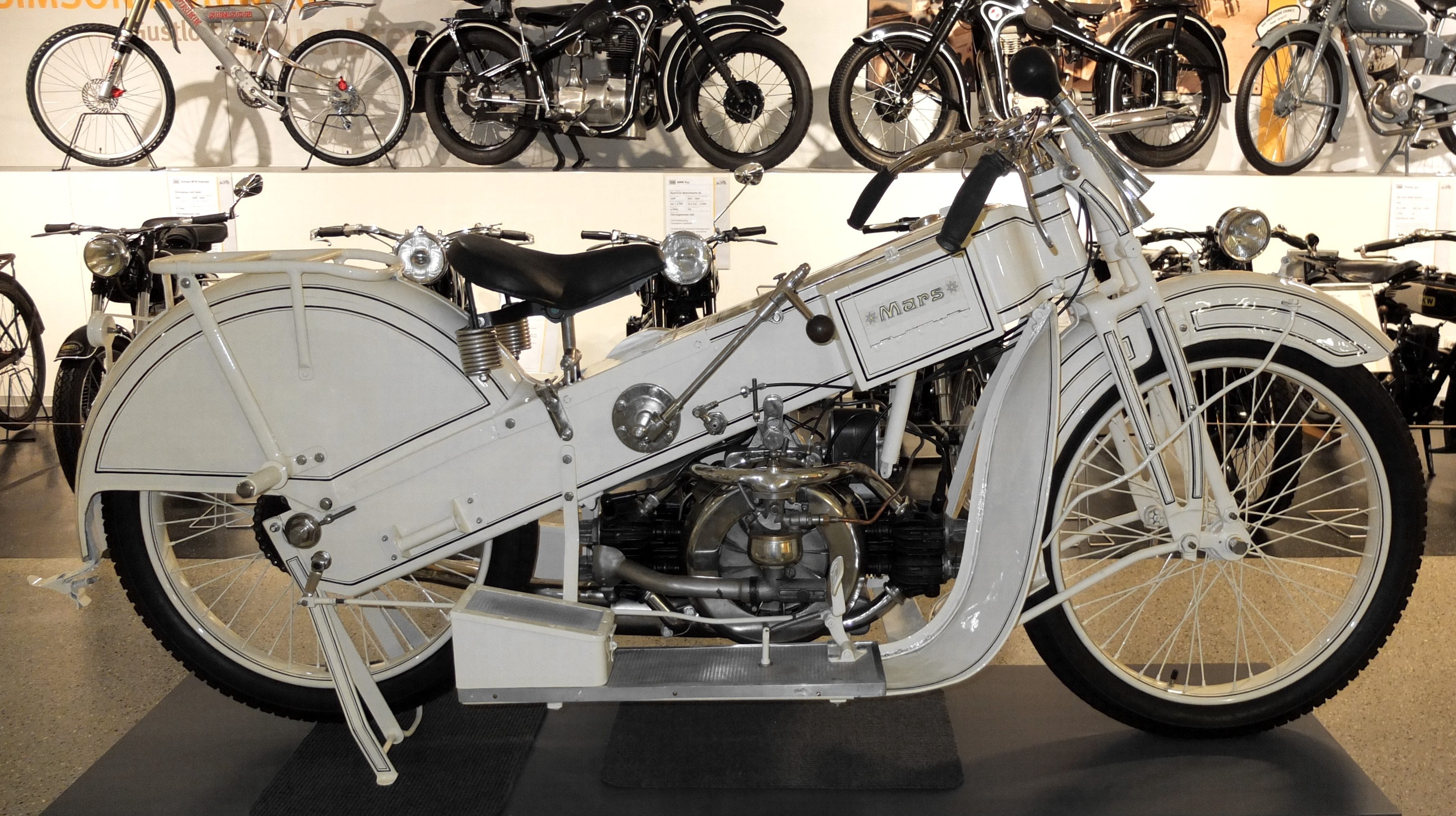
Mars A 23 (1923)

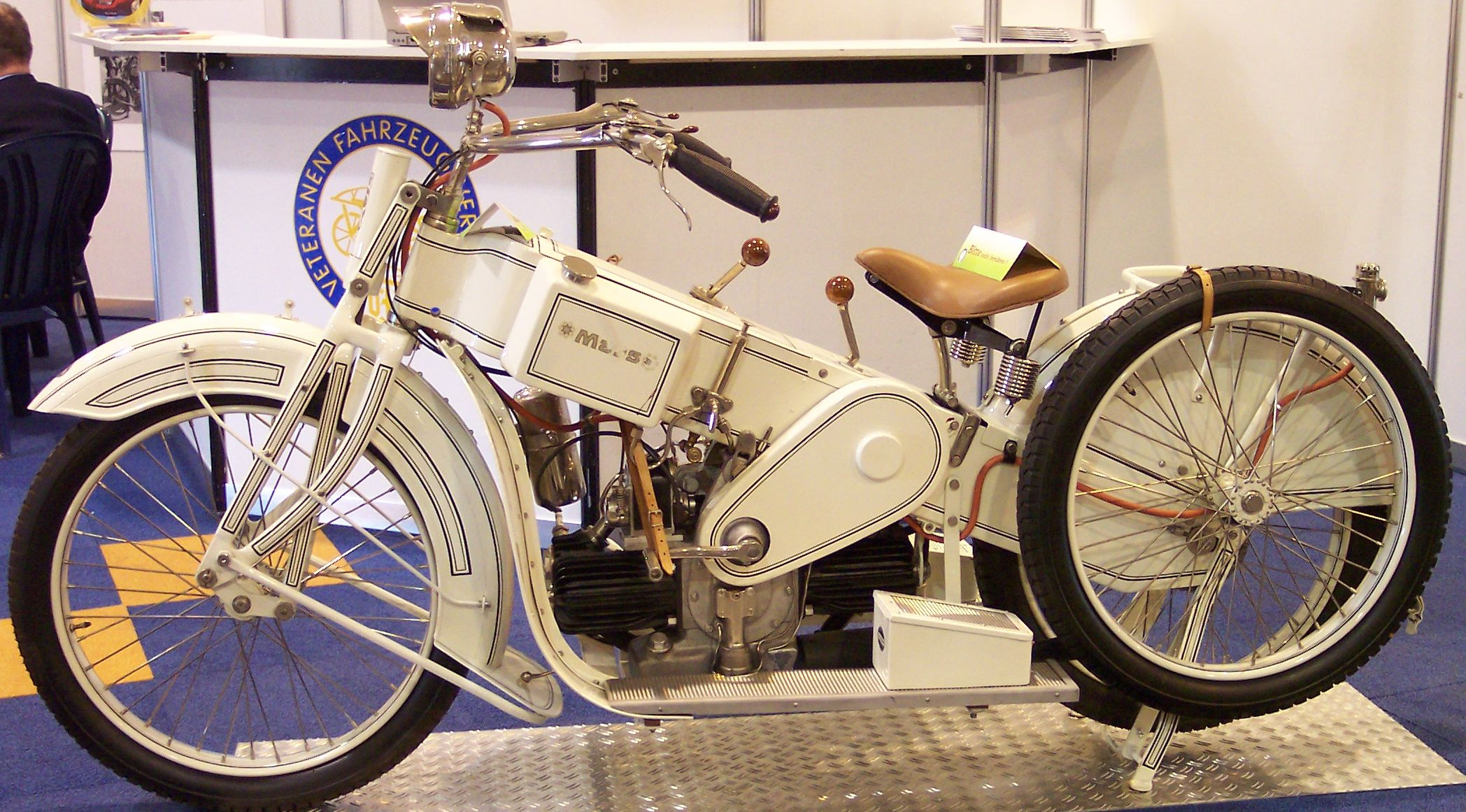
Mars (ca. 1925) met reservewiel

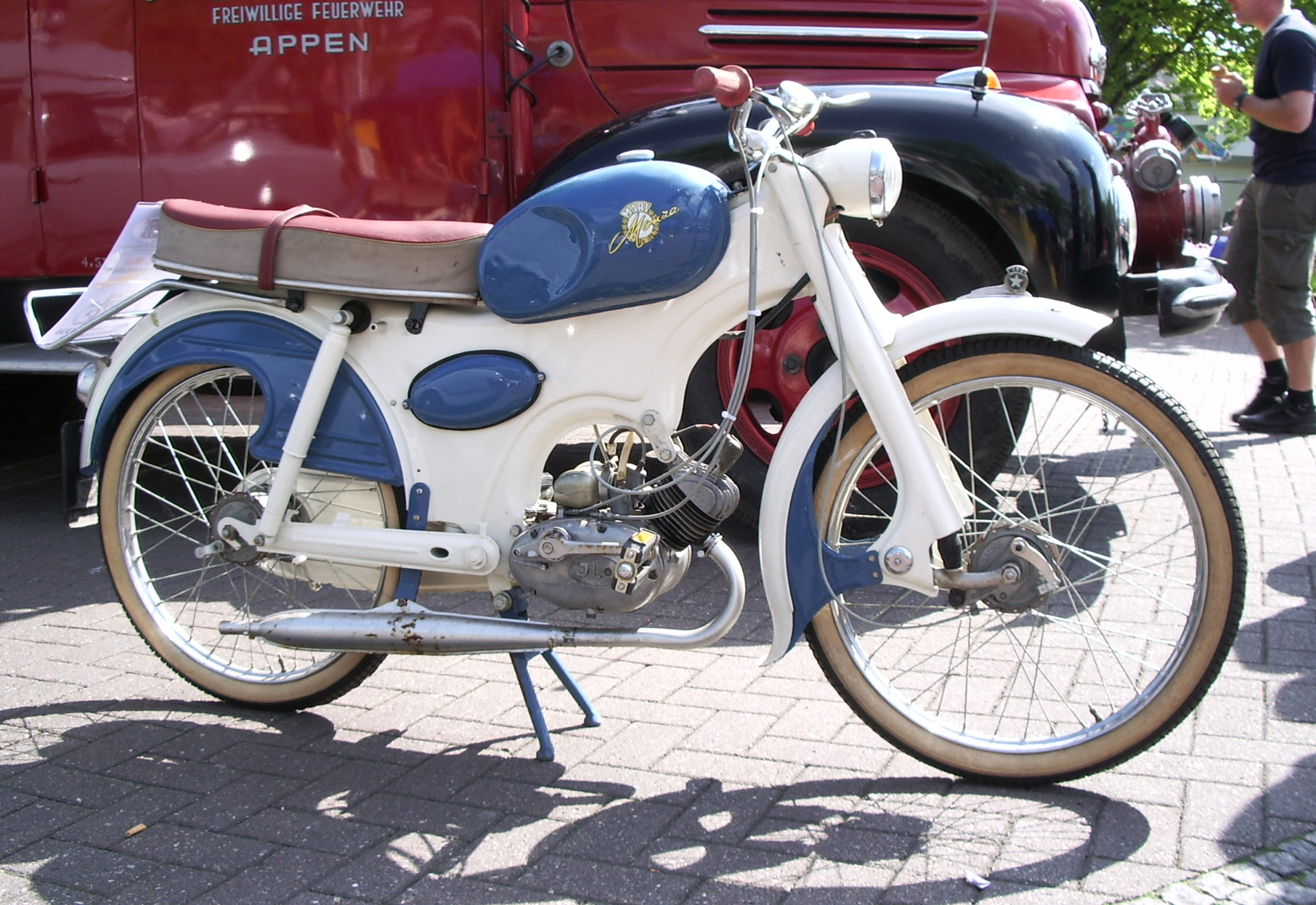
Mars Monza

Mars is een historisch motorfietsmerk.
Mars Fahrrad-Werke & Ofenfabrik AG vorm. Paul Reissman, later Mars-Werke AG, Nürnberg-Doos (1903-1909 en 1920-1957).
Paul Reissman produceerde aanvankelijk fietsen, kachels, slijp- en metaalbewerkingsmachines. De eerste Mars-motorfietsen hadden Zwitserse Zedel- en Duitse Fafnir-motoren en ze werden tot 1909 in sterk wisselende aantallen gefabriceerd, al naargelang de overcapaciteit van de fabriek. In dat jaar stopte men zelfs geheel met de productie, die pas na de Eerste Wereldoorlog weer werd opgepakt.
Het merk werd beroemd door de in 1920 door ing. Franzenberg ontwikkelde Maybach 956 cc tweecilinder zijklep-boxermotor. Deze werd door Maybach gebouwd en in een Mars-platenframe gemonteerd. In 1926 werd het bedrijf door Johann & Karl Müller, twee werknemers, overgenomen. Ze mochten de originele merknaam niet gebruiken, dus van 1926 tot 1932 heette het bedrijf MA.
Vanaf 1928 werden er ook eencilinders met 198- tot 596 cc blokken van MAG, Sturmey-Archer, Villiers en JAP gebouwd. In de jaren dertig bouwde Mars lichte motorfietsjes van 75- en 98 cc met Sachs-motoren. Geen van de Mars-modellen werd een doorslaand suc-ces en in 1937 stopte de productie opnieuw.
Vanaf 1945 werden de lichte modellen weer verder gebouwd, samen met de door ing. Rudi Albert ontworpen 147-, 174- en 198 cc Mars “Stella”. Het laatste - en waarschijnlijk eerste succesvolle - model was de 50 cc “Monza” bromfiets uit 1955, die na de sluiting van het bedrijf in 1958 door Gritzner verder gebouwd werd.
Die sluiting kwam eigenlijk door het succes van de Stella: motorleverancier Fichtel & Sachs kon niet aan de enorme vraag van Mars voldoen, zodat er lange levertijden ontstonden.
Andere merken met de naam Mars zijn Mars (Londen) en Mars (Coventry).